# Vipsania Agrippina

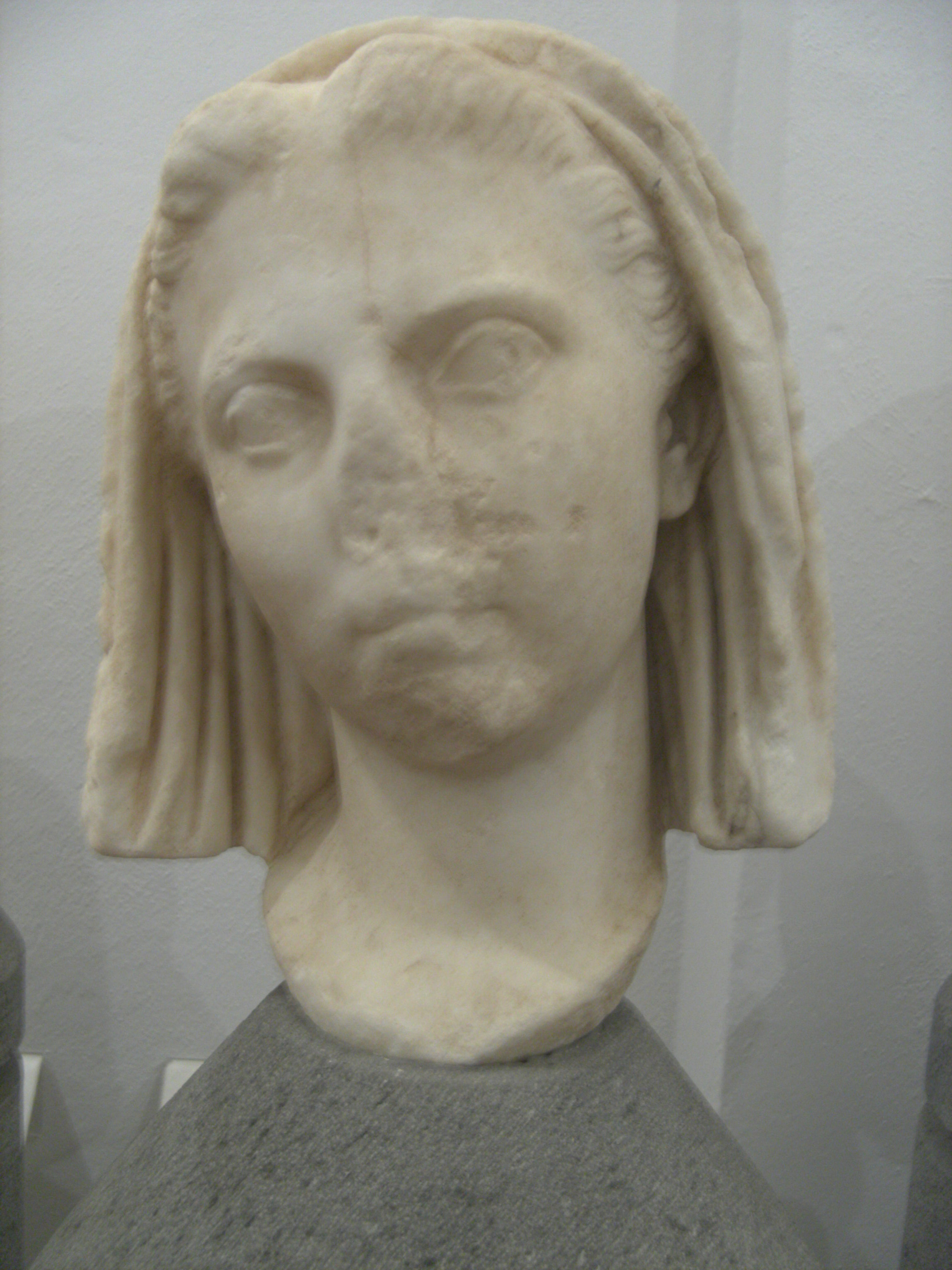
Vipsania Agrippina

Vipsania Agrippina (* 33 v. Chr.; † um 20 n. Chr.) war die erste Frau des Kaisers Tiberius.
Sie war die Tochter von Augustus’ Vertrautem Marcus Vipsanius Agrippa und seiner ersten Frau Caecilia Attica sowie Enkelin des Titus Pomponius Atticus. Schon als Säugling wurde sie mit Augustus’ Stiefsohn, dem späteren Kaiser Tiberius, verlobt, den sie 16 v. Chr. heiratete. 15 v. Chr. gebar sie den Sohn Drusus.
12 v. Chr. starb ihr Vater, den Augustus als seinen Nachfolger vorgesehen hatte. Obwohl die Ehe glücklich war, wurden Vipsania und Tiberius wenig später auf Betreiben des Kaisers geschieden, da Tiberius Agrippas Witwe, Augustus’ Tochter Iulia, zugleich Stiefschwester von Tiberius und Vipsanias Stiefmutter, heiraten musste.
Vipsania heiratete im selben Jahr Gaius Asinius Gallus, den Sohn des Redners und Historikers Gaius Asinius Pollio. Mit ihm hatte sie mehrere Söhne, darunter Gaius Asinius Pollio, der 23 n. Chr. Konsul war.
Tiberius liebte Vipsania auch nach der Scheidung und blieb eifersüchtig auf Gallus. Selbst nach Vipsanias Tod herrschte zwischen Gallus und Tiberius Feindschaft. 30 n. Chr. verurteilte Tiberius Gallus schließlich zum Tode. Er wurde aber nicht hingerichtet, sondern blieb in Haft, wo er 33 n. Chr. verhungerte.

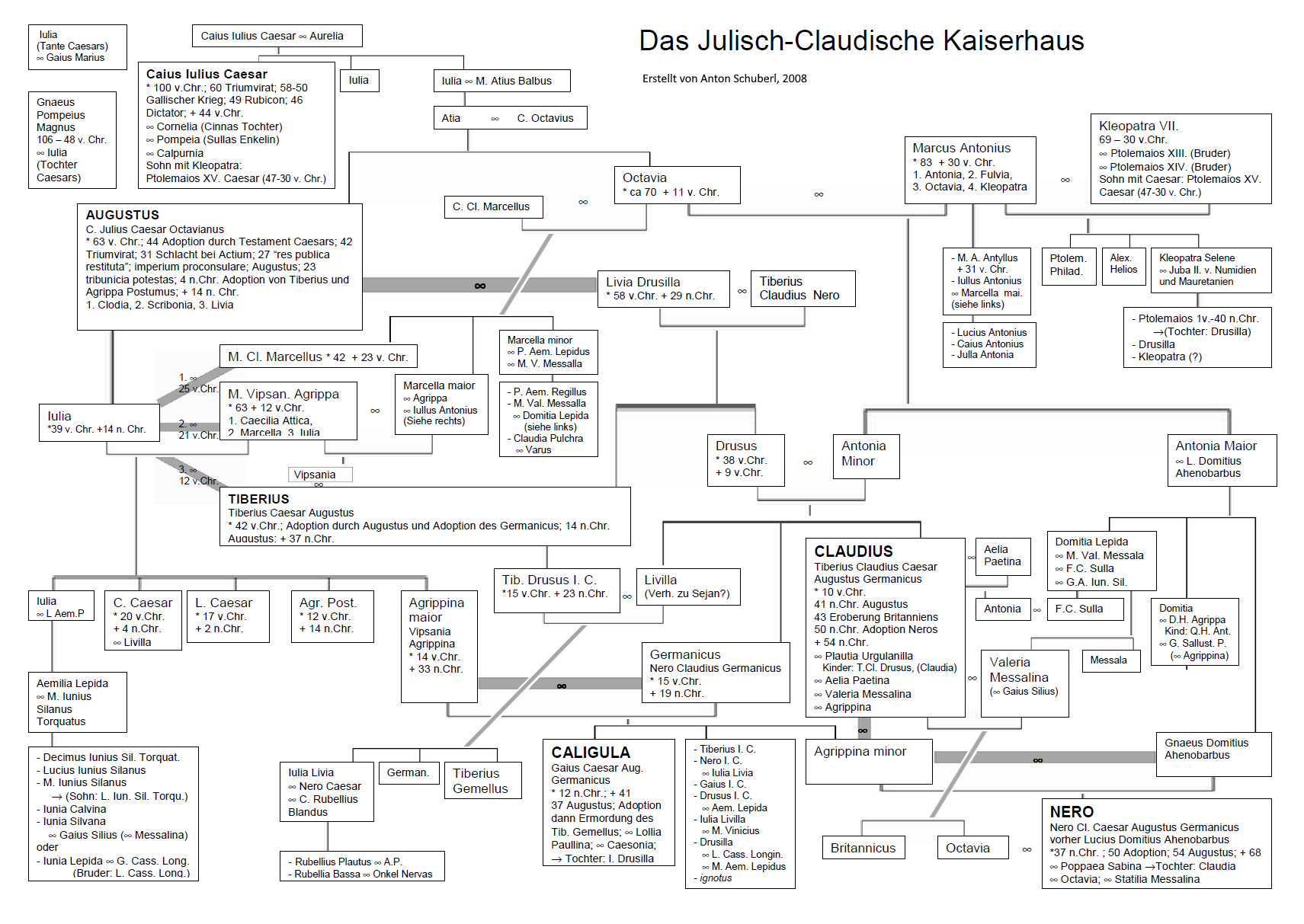
Julisch-Claudisches Kaiserhaus